# Bolloré
Bolloré is een Franse internationale transport-, logistieke en communicatiegroep. Het wordt geleid door Cyrille Bolloré. In 1822 richtte Nicolas Le Marié de Odet-papierfabrieken (Les papeteries d'Odet) op. Jean-René Bolloré volgde hem op in 1861 en gaf zijn naam aan het bedrijf.

## Activiteiten
Het bedrijf is voornamelijk actief in transport en logistiek via Bolloré Transport & Logistics en in de distributie van energie via Bolloré Energy. Het heeft verder diverse industriële activiteiten, maar dit is slechts een klein onderdeel met een omzetaandeel van 2% in 2022. Tot slot heeft het minderheidsbelangen in mediabedrijven als Vivendi (belang: 29,5% in 2022) en muziekuitgever Universal Music Group (UMG) (28%, waarvan 10% via Vivendi). Vanaf april 2017 worden de cijfers van Vivendi in de resultaten van Bolloré geconsolideerd.
In 2022 telde het bedrijf 56.000 medewerkers. Hiervan was een kwart actief bij het bedrijfsonderdeel Bolloré Transport & Logistics en twee derde bij de media-activiteiten. Veel van de transport en logistieke activiteiten zijn geconcentreerd in Afrika, waar zo'n 30% van het personeel te werk is gesteld.
In 2022 heeft het een omzet van meer dan 22 miljard euro en stelt het wereldwijd 56.000 mensen te werk. Van de omzet wordt de helft behaald in Frankrijk en de Franse overzeese gebiedsdelen.
De belangrijkste aandeelhouder in Bolloré SE is de beursgenoteerde Compagnie de l’Odet. Deze laatst had op 31 december 2022 zo'n 67,7% van de aandelen Bolloré SE in handen en de familie Bolloré houdt veruit de meeste aandelen in Compagnie de l’Odet. In mei 2023 werd het vermogen van Vincent Bolloré geschat op US$ 10 miljard.
In december 2021 bood containerrederij Mediterranean Shipping Company (MSC) 5,7 miljard euro voor Bolloré Africa Logistics, een onderdeel van Bolloré Transport & Logistics. In april 2022 werd overeenstemming bereikt en de transactie werd op 21 december 2022 afgerond. In april 2023 deed CMA CGM een bod op Bolloré Logistics. CMA CGM zou zo'n 5 miljard euro willen betalen voor dit bedrijfsonderdeel.

### Resultaten
Hieronder staan de financiële resultaten van Bolloré SE. In 2017 was de grote stijging van de omzet en winst een gevolg van de consolidatie van Vivendi vanaf 26 april 2017. Bolloré is minderheidsaandeelhouder en voor die tijd werd alleen het aandeel in de winst van Vivendi meegenomen in de resultaten. Vanaf 2017 neemt de nettowinst sterk toe, maar na aftrek van het winstaandeel van de andere aandeelhouders in Vivendi resteert een veel lagere winst voor de aandeelhouders van Bolloré (zie Winst na aftrek aandeel derden). De daling van de omzet in 2019 is het gevolg van de verzelfstandiging van UMG, de beursgang leidde ook tot een grote eenmalige bijzondere bate waardoor het nettoresultaat extreem hoog uitkwam op iets meer dan 20 miljard euro. In 2022 resulteerde de verkoop van Bolloré Africa Logistics in een boekwinst van 3 miljard euro.
| Jaar | Omzet  | Netto- resultaat | Winst na aftrek aandeel derden | Werknemers |
| ---- | ------ | ---------------- | ------------------------------ | ---------- |
| 2015 | 10.824 | 727              | 564                            |            |
| 2016 | 10.076 | 588              | 440                            | 59.411     |
| 2017 | 18.325 | 2081             | 699                            | 81.420     |
| 2018 | 23.024 | 1107             | 235                            | 81.003     |
| 2019 | 24.843 | 1408             | 237                            | 83.801     |
| 2020 | 24.109 | 1653             | 426                            | 79.207     |
| 2021 | 19.771 | 20.224           | 6062                           | 73.407     |
| 2022 | 20.677 | 2724             | 3400                           | 56.254     |